# Mohamed Khasib
Mohamed Khasib Sulaiyam Al-Hosni (arab. محمد خصيب سليم الحوسني; ur. 24 marca 1994) – omański piłkarz grający na pozycji pomocnika. Od 2018 jest zawodnikiem klubu Al-Nahda.

## Kariera piłkarska
Swoją karierę piłkarską Khasib rozpoczął w klubie Al-Nahda, w którym w 2014 roku zadebiutował w pierwszej lidze omańskiej.

## Kariera reprezentacyjna
W reprezentacji Omanu Khasib zadebiutował 16 grudnia 2018 w wygranym 1:0 towarzyskim meczu z Tadżykistanem. W 2019 roku został powołany do kadry na Puchar Azji.